# Willie Haughey
Pour les articles homonymes, voir Haughey.
William Haughey (né le 2 juillet 1956) est un homme d'affaires écossais, philanthrope et président de City Facilities Management Holdings Ltd.

## Carrière
Haughey fréquente l'école secondaire Holyrood suivi du Langside College, puis travaille dans l'industrie de la réfrigération et de la climatisation à Abu Dhabi avant de retourner en Écosse pour créer sa propre entreprise avec 70 000 £ d'économies qu'il a accumulées. Il fonde City Refrigeration, un fournisseur d'équipements de réfrigération et de maintenance, avec sa femme Susan en 1985.
Après avoir obtenu un contrat de service avec la société Tennent dans les années 1980, qui conduit à des accords avec d'autres brasseries, il vend une participation majoritaire à la société d'investissement 3i. Haughey et sa femme se sont retrouvés en mesure de racheter le contrôle presque total de City à 3i en 1999.
Haughey soutient l'accélérateur de start-up Entrepreneurial Spark, hébergeant le «couvoir» de Glasgow dans son siège social de City Refrigeration.
En 2017, la société est rebaptisée City Facilities Management et lance une branche européenne, dont le siège est à Paris.

## Vie privée et récompenses
Haughey épouse Susan en 1978. Il a un fils Kenny.
Il est titulaire d'un abonnement au Celtic FC et est auparavant directeur non exécutif du club. Il est un ami proche de l'ancien joueur Jimmy Johnstone avant sa mort,,.
Il reçoit l'Ordre de l'Empire britannique en 2003  et est fait chevalier en 2012 pour services rendus aux entreprises et à la philanthropie. Le 1er août 2013, il est nommé pair travailliste à la Chambre des lords. Le 18 septembre 2013, il est créé pair à vie en prenant le titre de baron Haughey, de Hutchesontown dans la ville de Glasgow.
L'édition 2017 de la Sunday Times Rich List estime la fortune de sa famille à 265 £ millions.